# Chant de révolte

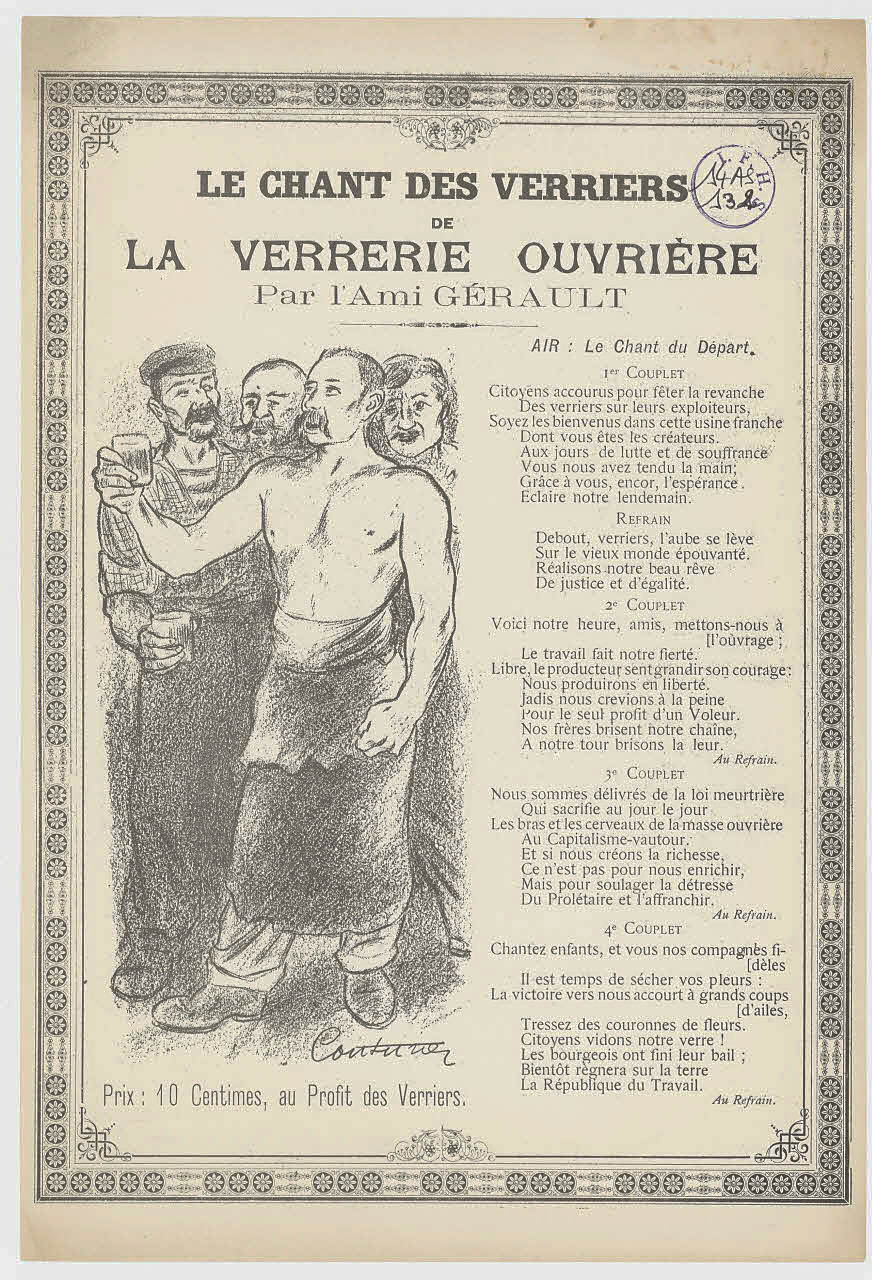
Chanson destinée à lever des fonds pour soutenir la grève des ouvriers de la Verrerie Sainte-Clotilde à Carmaux (1896).

Le chant, la chanson ou la musique, dit de révolte ou qualifié de protestataire, engagé ou contestataire est un genre musical dont les thèmes lyriques sont associés à une envie immédiate de changement social ou politique. Un certain nombre de chansons populaires s'y apparentent. Les genres musicaux varient entre ballades folks et hip-hop, punk ou pop. Des artistes ou groupes internationaux y participent tels que Gilles Servat en France, Bob Dylan, Joan Baez, Tracy Chapman ou Rage Against the Machine aux États-Unis, The Clash ou Chris TT en Grande-Bretagne, Bob Marley en Jamaïque, Fela Kuti ou Femi Kuti au Nigeria, Jan Hammarlund en Suède, ou Silvio Rodríguez à Cuba.
En France, La Complainte de Mandrin ayant eu un succès à la veille de la Révolution française en est un exemple. Les chants des esclaves noirs sont, par excellence, des chants contestataires. À l'Île de la Réunion, la pratique du rouleur, un tambour fait dans un tonneau de bateau, symbole des esclaves, est resté interdite jusqu'en 1981. En 2013, Kent, animateur d'une émission (Vibrato) de radio française, consacrée à la vie de la musique, réalise une émission sur le sujet : « On confond chanson engagée et chanson révoltée. On pourrait dire qu’une chanson engagée est partisane et militante tandis qu’une chanson révoltée peut simplement se contenter de dénoncer. La position du chanteur n’est pas la même dans l’un ou l’autre des cas […] une chanson qui dénonce simplement la misère ou qui vitupère contre la société sans proposer de solutions n'est pas une chanson engagée. C'est une chanson révoltée ».
Les Chant de révolte servent aussi a dénoncer de faits ou a faire passer message ou pour faire évoluer une idée ou un opinion.[précision nécessaire]

## Par pays ou régions du monde

### Algérie
Des Algériens comme Lounis Aït Menguellet, Baaziz, Double Kanon ou Matoub, ont laissé une empreinte importante dans la scène musicale contestataire et rebelle algérienne et arabe de la fin du XXe siècle, par leur contestation des politiques et de la société avec différents styles musicaux (Chaabi, Rap et Berbere). Matoub y a laissé la vie.

### Amérique du Sud
La nueva canción est un mouvement ibérique et sud-américain de chansons protestataires folk initié par des artistes chiliens comme Violeta Parra (Gracias a la Vida) et Víctor Jara. La nueva canción est largement reconnue pour avoir joué un grand rôle dans les mouvements sociaux au Portugal, en Espagne et en Amérique latine dans les années 1970 et 1980. C'est d'abord la nueva canción du Chili qui émerge dans les années 1960, puis peu après en Espagne et dans les autres pays d'Amérique latine. Tout en reprenant la musique folklorique traditionnelle d'Amérique latine, elle est associée, grâce à ses paroles, aux mouvements révolutionnaires, à la Nouvelle gauche d'Amérique latine, au mouvement hippie et à celui des droits de l'homme. Les musiciens de ce courant ont souvent été confrontés à la censure, contraints à l'exil, voire torturés par les dictatures militaires, par exemple dans l'Espagne de Franco, dans le Chili de Pinochet et dans l'Argentine de Jorge Videla et Leopoldo Galtieri. Il va inspirer la nueva trova à Cuba, le tropicalisme au Brésil, et la nova cançó en Catalogne.
Les thèmes traités sont généralement la pauvreté, l'impérialisme, la démocratie, les droits de l'Homme, la religion. Si c'est au Chili que le genre est devenu le plus populaire, c'est parce qu'en 1973 dans ce pays tous les mouvements musicaux ont dû se cacher. Lors du Coup d'État de Pinochet, le chanteur Víctor Jara est torturé et mis à mort. D'autres chanteurs, comme Patricio Manns ou les groupes Inti-Illimani et Quilapayún doivent s'exiler. Le gouvernement Pinochet proscrit de nombreux instruments andins dans le but de censurer la nueva canción. Après avoir été initié par Victor Jara et Violeta Parra au Chili, le mouvement est poursuivi par Mercedes Sosa en Argentine qui sort un premier album en 1959. A Cuba, Silvio Rodríguez, Pablo Milanés et Noel Nicola deviennent les principales figures du mouvement à la fin des années 1960. En Espagne, à partir de 1965 Joan Manuel Serrat mène le mouvement.
Dans les années 1970, la nueva canción atteint des pics de popularité. Si en Espagne la censure cesse avec la chute de Franco, les musiciens d'Amérique du sud sont persécutés, parfois contraints de s'exiler voire tués par les autorités (juntes militaires). En 1971 Serrat donne un concert gratuit pour soutenir le gouvernement d'Unité Populaire au Chili. Plus généralement, ce gouvernement est très soutenu par la nueva canción, dont les artistes enregistrent El pueblo unido jamás será vencido en juin 1973. En Argentine, après l'arrivée au pouvoir de la junte militaire de Jorge Videla en 1976, l'atmosphère est de plus en plus oppressante. Lors d'un concert à La Plata en 1979, Mercedes Sosa est arrêtée. Expulsée de son propre pays, elle se réfugie à Paris puis à Madrid.
Dans les années 1980, l'Argentine, l'Uruguay et le Brésil retrouvent la démocratie. De nombreux groupes retournent dans leurs pays. Mais pas au Chili qui reste une dictature et d'où l'émigration continue. Le style est concurrencé par l'émergence de nouveaux genres venus des Caraïbes comme la cumbia et le merengue, et par l'essor du rock en espagnol ; mais il reste très populaire en Amérique centrale, au Chili et au Paraguay. Il est accueilli au Nicaragua, pays où a lieu en 1979 la Révolution sandiniste qui est soutenue par Mercedes Sosa et Silvio Rodriguez.

### Corée du Sud
Les chansons protestataires en Corée du Sud sont connues sous le nom de Minjung Gayo (coréen : 민중 가요, littéralement le « chant du peuple »), et le genre des protest songs est appelé Norae Undong, littéralement « mouvement protestataire ». Un premier mouvement est engagé contre le gouvernement des présidents Park Jeong-hee (coréen : 박정희) et Jeon Doo-hwan (coréen : 전두환) dans les années 1970 et 1980.

### Cuba
Le 11 juillet 2021, des manifestations se tiennent à Cuba contre le gouvernement communiste de Miguel Díaz-Canel. Les participants scandent notamment le titre de la chanson « Patria y vida ». Le hashtag #PatriaYVida est utilisé sur les réseaux sociaux pour diffuser les manifestations avec d'autres tels que #SOSCuba. L'expression est considérée comme un symbole d'opposition au gouvernement cubain et la chanson comme hymne des protestations,.

### États-Unis
Pete Seeger, Woody Guthrie, Bob Dylan entre autres.

### France
- Si vous ne connaissez pas le sujet, laissez ce bandeau (vous pouvez alors contacter les auteurs).
- Si vous supprimez le contenu mis en cause (vous pouvez préalablement contacter les auteurs),

argumentez précisément cette suppression dans la page de discussion
(un manque de référence n'est pas un argument ; une recherche réelle de référence doit avoir été effectuée, être formellement documentée).

#### Premiers chants de révolte
Hymne national de la République française, La Marseillaise est au départ un chant de guerre et c'est ce que lui reprochent ses opposants aujourd'hui. Elle a été créée en 1792 alors que l'assemblée constituante a convaincu le roi Louis XVI de déclarer la guerre à l'Autriche. Les troupes sont en garnison à Strasbourg et Rouget de Lisle, connu localement pour son Hymne à la liberté, se voit confier par les généraux et le maire de la ville la réalisation d'un chant de guerre pour encourager les troupes. Il compose alors le Chant de guerre pour l'armée du Rhin. Celui-ci est porté de ville en ville par les soldats et il atteint Marseille où il rencontre un vif succès auprès des Fédérés. Ils le chantent pendant leur trajet vers Paris qui les amène à participer à l'insurrection du Palais des Tuileries le 10 août 1792. C'est alors que le chant de guerre révolutionnaire prend le nom de Marseillaise.
La Marseillaise est d'abord le chant des partisans de la Révolution (les patriotes). Il n'est pas orienté contre les étrangers en tant que tels, bien qu'écrit dans un contexte de déclaration de guerre de la France à l'Autriche, mais contre les ennemis de la Révolution (ou contre-révolutionnaires), qu'ils soient Français (principalement les nobles qui ont émigré dans l'espoir de voir l'absolutisme rétabli en France) ou étrangers. D'ailleurs, un Français, Bouillé, qui incarne le mieux la trahison contre la révolution, est directement nommé dans un couplet. Les puissances voisines de la France sont visées, en particulier l'Autriche et la Prusse qui incarnent alors le mieux l'absolutisme et le conservatisme. Rencontrant toujours un grand succès, la Convention du 26 messidor an III (14 juillet 1795) la décrète chant national. Interdite sous l'Empire et la Restauration, elle réapparait lors des Trois Glorieuses de 1830. Elle accompagnera, reprise par le peuple, la lutte contre la domination allemande pendant les trois guerres de 1870, 1914-1918 et 1939-1945. Aujourd'hui[Quand ?], le chant est parfois critiqué comme étant un chant de guerre, qui a été repris par les nationalistes au début du XXe siècle et opposé à L'Internationale de la gauche.
Avant d'être reprise comme une chanson d'amour, Le Temps des cerises est un poème révolutionnaire, écrit en 1866 par un militant révolutionnaire républicain, Jean-Baptiste Clément. Maire de Montmartre, il est très engagé dans la Commune de Paris. Il a été emprisonné sous Napoléon III et s'est réfugié 8 ans à Londres. En 1867, le poème est mis en musique par Antoine Renard, ténor d'opéra. La chanson a été associée à l'insurrection parisienne de la Commune en 1871, qui s'est déroulée pendant la saison des cerises (fin mai).
L'écriture de L'Internationale par Eugène Pottier en 1871 est intimement liée à la répression de la Commune de Paris par Adolphe Thiers. Elle n'est mise en musique que 17 ans plus tard, en 1888 par Pierre Degeyter à Lille. Elle connaît la célébrité à la faveur des congrès du Parti ouvrier français en 1896 et 1899, puis du Congrès international socialiste de Paris de 1900. C'est au congrès de Copenhague, en 1910, qu'elle commence sa carrière internationale avec une exécution magistrale par 500 choristes et musiciens. En 1928, Pierre Degeyter est invité à Moscou où le congrès de l'internationale communiste lui rend hommage[source insuffisante]. L'Internationale exprime la pensée socialiste. Elle renvoie à la précarité extrême dans laquelle vivent les prolétaires, ouvriers et paysans, au XIXe siècle. Ils sont « esclaves » de la bourgeoisie car ils ne possèdent pas leurs outils de travail. Ils sont « esclaves » de l’État car en plus ils doivent payer l'impôt. Le chant revendique la propriété commune et l'égalité sociale, revendication légitime car les travailleurs sont les créateurs de richesses. Le chant se diffuse dans la classe ouvrière française dans les années 1890, d'abord au Nord puis dans l'ensemble du pays. Il monte en puissance jusqu'à la Grande Guerre. Il s'affirme chez les socialistes contre La Marseillaise récupérée par les nationalistes. Mais il rencontre bientôt un succès fou au-delà des frontières françaises. Il se fait connaître en Belgique : à Bruxelles, en 1904, il devient le chant officiel au Bureau Socialiste International. L'URSS en fait son hymne officiel dès 1917. Il devient un chant populaire chez les brigades internationales espagnoles lors du coup d’État de Franco en 1936. Mais c'est surtout après la Seconde Guerre mondiale qu'il se diffuse mondialement.
Montéhus est né peu après la Commune de Paris. Il est engagé à gauche. Sa chanson Gloire au 17e en l'honneur d'un régiment de soldats qui refusa de tirer sur une manifestation de vignerons à Béziers, le fait connaître en 1907. Il dénonce la guerre, la prostitution, l'exploitation capitaliste, l'impôt et la misère. Il est condamné pour "incitation à l'avortement". Pendant la Première Guerre mondiale, il chante désormais des chansons militaristes mais il rallie la SFIO dans les années 1930 et soutient le Front populaire. L'une de ses chansons les plus connues est La butte rouge qui fait référence à la butte de Bapaume à Berzieux dans la Marne, le théâtre de violents combats sur le front de la Somme pendant la Première Guerre mondiale durant l'offensive de l'été 1916. En 1920, il écrit les paroles de La Jeune Garde juste avant le Congrès de Tours fondateur du Parti communiste français. Jusqu'à la Seconde Guerre mondiale, ce chant est entonné tant par les jeunesses socialistes que par les jeunesses communistes.

#### Époque moderne
C'est le 30 mai 1943 tandis que dans la Seconde Guerre mondiale, le vent tourne en faveur des puissances alliées et de la Résistance contre le nazisme que naît à Londres le fameux Chant des partisans. Il restera le symbole de la résistance française à l'occupation allemande. Il fut surnommé « La Marseillaise de la Résistance ». Le texte est de Joseph Kessel et Maurice Druon, la musique d'Anna Marly. Il sera l'indicatif de l'émission de la BBC Honneur et Patrie de mai 1943 à mars 1944, mais il sera surtout le chant de ralliement. Hymne de la Résistance, Le Chant des Partisans est aussi un appel à la lutte fraternelle pour la liberté.
Certains artistes contestataires font entendre leur voix après les mouvements de Mai 68. Léo Ferré met en musique la révolte étudiante (Comme une fille, Paris, je ne t'aime plus), la révolution sexuelle (Le Chien, La Violence et l'Ennui), la désillusion de Mai 68 (Il n'y a plus rien, La Nostalgie).
Renaud construit, quant à lui, sa carrière avec des chansons exprimant sa révolte dès son premier album en 1975, avec des titres comme Camarade bourgeois (satire de la bourgeoisie), Hexagone (qui se moque des coutumes françaises archaïques et des réactions droitières des Français) ou Société tu m'auras pas (où le chanteur prône le retour de la Commune).
En 1971, Georges Coulonges, pour célébrer le centenaire de la Commune de Paris, écrit une chanson mise en musique et interprétée par Jean Ferrat, La Commune. Dans le refrain, il évoque les chants de la Commune. En 1977, Michel Fugain crée au Havre la chanson Le Chiffon rouge, qui représente les mal lotis de la ville (détruite lors de la Seconde Guerre mondiale). Avec les premiers licenciements massifs dans la sidérurgie, à la fin des années 1970, la chanson a du succès. La même année, Pierre Perret chante Lily, une chanson engagée contre le racisme ordinaire. Elle met en scène une Somalienne immigrée qui déchante face à la façon dont elle est reçue en France.
Durant les années 1980, des groupes de musique anarcho-punk comme les Bérurier Noir et René Binamé, produisent des chansons de révolte. À partir des années 1990, le rap politique prend de plus en plus de place dans la catégorie des chansons de révolte. Il est apparu durant les années 1980 (voir rap français).
Dans le cadre du mouvement des Gilets jaunes en 2018-2019, un chant initialement entonné lors de compétitions sportives est adapté aux contestations politiques : On est là ! Ce chant est repris lors des meetings de Jean-Luc Mélenchon et des manifestations organisées par La France insoumise en 2022, puis lors du mouvement social contre la réforme des retraites en France de 2023.

### Israël
Pendant la guerre de 1967, Naomi Shemer écrit Jérusalem d'or, chantée par Shuli Natan. Plus tard la même année, un point de vue différent est adapté par le chanteur folk Meir Ariel, qui enregistrera une version anti-guerre intitulée Jérusalem de fer.
Des chansons de protestation locales sont écrites et chantées par des musiciens israéliens comme notamment Ariel Zilber et Aharon Razel.
Pendant la première Intifada, le chanteur israélien Si Heyman chante Yorim VeBokhim (Tire et pleure), écrit par Shalom Hanoch, pour protester contre l'occupation policière sur le territoire. Another Brick in the Wall de Pink Floyd est utilisée comme chanson protestataire par certains opposants de la barrière de séparation. Les paroles sont adaptées en « On ne veut pas d'occupation. On ne veut pas de mur du racisme »,,.

### Pays-Bas
En 1966, Boudewijn de Groot fait paraître Welterusten meneer de president, une chanson contre la Guerre du Viêt Nam. La chanson reste 9 semaines au Dutch Top 40, et reste l'une des plus importantes chansons protestataires du domaine nederpop. Après Welterusten meneer de president, Boudewijn de Groot et Lennaert Nijgh, un parolier néerlandais, composent des chansons protestataires. Le duo s'inspire d'autres musiciens néerlandais comme Armand et Robert Long.